# Betriebskrankenkasse Hoesch
Die Betriebskrankenkasse Hoesch (BKK Hoesch) war eine offene Betriebskrankenkasse mit Sitz in Dortmund.
Die BKK hatte ihren Ursprung in den BKK der Unternehmen Hoesch AG und Falke.
Sie war in den Bundesländern Baden-Württemberg, Bayern, Berlin, Bremen, Hamburg, Hessen, Niedersachsen, Nordrhein-Westfalen, Sachsen, Sachsen-Anhalt geöffnet.
Zum 1. Oktober 2012 hat die BKK Hoesch mit der BKK vor Ort fusioniert. Während die BKK vor Ort ihren Namen nach dieser Fusion behält, verschwand der Name BKK Hoesch nach über 150 Jahren vollständig.

## Struktur
Die BKK Hoesch betreute zuletzt ihre 65.000 Versicherten von ihren 13 Geschäftsstellen.

## Beitragssätze
Seit 1. Januar 2009 werden die Beitragssätze vom Gesetzgeber einheitlich vorgegeben. Seit dem 1. Januar 2011 bis zur Auflösung wurde ein monatlicher Kassenindividueller Zusatzbeitrag In Höhe von 15,00 Euro erhoben.

## Geschichte
Leopold Hoesch richtete kurz nach Firmengründung eine „Fabrikkrankenkasse des Eisen- und Stahlwerks Hoesch“ ein, dies war im Jahre 1874. Am 1. Januar 2009 fusionierte die BKK Hoesch mit der BKK Falke. Nach Erhebung des Zusatzbeitrages hat die Kasse knapp 30.000 Versicherte verloren, zum Zeitpunkt der Fusion verfügte sie über 65.000 Versicherte.